# Associazione italiana private banking
L’Associazione Italiana Private Banking (AIPB) è l'associazione di settore del mondo bancario e finanziario private italiano. AIPB si propone come punto di aggregazione, condivisione e sviluppo della cultura d'impresa "Private".
Essa rappresenta le società che operano nell'industria nel private banking italiano: banche private, società di intermediazione mobiliare (SIM), asset manager e società di gestione del risparmio (SGR), società immobiliari, compagnie di assicurazione, società di consulenza, studi professionali e società di servizi di supporto.
In AIPB, oltre 120 tra Istituti e Gruppi Bancari, Associazioni, Università, Centri di Ricerca, Società di gestione ed Advisor condividono le loro competenze distintive per la creazione, lo sviluppo e l'allargamento della cultura private, al servizio di coloro che dispongono di ingenti patrimoni.
AIPB è stata costituita nel giugno 2004 e ha la sua sede a Milano.

## Attività associative
Tutte le attività intraprese da AIPB non hanno scopo di lucro e i benefici che ne derivano risultano a completa disposizione degli Associati.
Ricerche: le ricerche AIPB nascono dalle esperienze di analisi e approfondimento delle Commissioni Tecniche e vengono realizzate dall'Ufficio Studi AIPB. Gli studi e le analisi possono essere condotti internamente dall'Ufficio Studi oppure in collaborazione con gli Istituti di Ricerca, le Università Italiane e i Centri Studi delle maggiori Istituzioni. Le ricerche AIPB seguono 7 aree di indagine: il cliente private, l'evoluzione di mercato, i prodotti finanziari, il private insurance, il real estate advisory, l'art banking e le risorse umane. Tutte le ricerche AIPB sono riservate agli associati, solo alcuni estratti vengono resi disponibili al pubblico.
Eventi: vengono organizzate conferenze ed eventi a cui prendono parte studiosi, esperti, imprenditori e studenti universitari, allo scopo di creare occasioni d'incontro e di crescita personale per chi vi partecipa e, contemporaneamente, di condividere il valore dei risultati delle ricerche realizzate. Svolgono un ruolo attivo nell'organizzazione delle conferenze quelle società che desiderano associare la propria immagine aziendale ad un'istituzione prestigiosa, ritenendo di poter offrire un contributo concreto all'ampliamento della conoscenza nel panorama private nazionale.
Editoria: l'Ufficio Editoria AIPB nasce con l'intento di fornire una risposta di ampio respiro alle esigenze informative del settore Private e di mostrare gli indirizzi della sua maturazione. La partecipazione dei massimi esperti di ogni ambito, selezionati tra docenti universitari e operatori altamente specializzati, conferisce al ramo editoriale AIPB un valore difficilmente replicabile in altre iniziative. Il processo di redazione dei volumi è interamente coordinato dall'Ufficio Editoria con la supervisione scientifica dei docenti delle più rinomate Università Italiane. Vengono inoltre messi in evidenza alcuni titoli che, pur al di fuori del contesto associativo, risultano certamente utili ad integrare la cultura degli operatori del Private Banking italiano. Ad aprile del 2015 è stata costituita AIPB EDITRICE.
Formazione: fin dalla sua nascita AIPB è impegnata nella progettazione ed erogazione di percorsi formativi specificatamente rivolti alle esigenze degli operatori del settore Private italiano. Il contatto diretto con le peculiarità e le problematiche degli operatori, il contributo diretto di professionisti e consulenti, la partnership con alcune delle maggiori Università italiane, nonché lo scambio reciproco con Associazioni amiche, garantiscono un monitoraggio costante delle evoluzioni di mercato e dei suoi attori. Alla luce di tali considerazioni, ed in risposta alla manifestata esigenza da parte dei principali players del segmento Private, AIPB ha individuato nel percorso di Certificazione delle Competenze uno strumento fondamentale per stabilire, attraverso procedure e modalità oggettive, il livello e l'ampiezza delle competenze necessarie ai professionisti del Private.
Comunicazione: l'Ufficio Comunicazione nasce nel 2009 con l'obiettivo di rappresentare il settore del Private Banking italiano nei confronti degli organi di stampa, dando lettura e sistematizzando dati e view di settore. Raccoglie testimonianze presso gli Associati da inserire, assieme ai dati di mercato derivanti dalle ricerche, nell'elaborazione di interviste e testi richiesti dalla stampa, oltre a organizzare conferenze stampa allo scopo di veicolare messaggi strategici per l'intera industria e a beneficio della formazione/informazione della clientela finale. Nel corso degli anni AIPB è comparsa in numerosissimi articoli inerenti tematiche di interesse Private su più di 300 testate giornalistiche e portali web d'informazione.

## Organizzazione
- Presidente: Fabio Innocenzi
- Segretario Generale: Maria Antonella Massari